# The Present (film 2020)
The Present è un cortometraggio del 2020 diretto da Farah Nabulsi. 
Vincitore del premio BAFTA 2021, è stato candidato ai Premi Oscar nella categoria miglior cortometraggio.

## Trama
Yusef è un giovane padre di famiglia che vive e lavora in Cisgiordania. Ogni giorno, per recarsi in tempo al lavoro, deve affrontare all'alba le lunghe code ai posti di blocco imposti dall'occupazione israeliana. Nel suo giorno libero, Yusef decide di uscire con la sua bambina per acquistare a sorpresa "un presente" per la moglie, in occasione del loro anniversario. Il viaggio però prende una brutta piega quando Yusef e la figlia Yasmine vengono fermati dalle autorità militari.

## Produzione
Il film è stato girato a Betlemme in sei giorni. La prima scena al posto di blocco è stata effettuata al Checkpoint 300, dove migliaia di lavoratori e studenti palestinesi sono soliti accodarsi sin dalle tre del mattino. Attraverso una storia semplice e diretta, a tratti assurda, la regista intende sensibilizzare il pubblico sulle difficoltà dei Palestinesi, ai quali viene negata abitualmente la libertà di movimento. Il film si basa su fatti reali e al contempo attuali e quotidiani, che scandiscono "il presente" di queste persone. Il personaggio di Yusef è ispirato a un amico della regista, residente a Hebron, che vive a pochi metri di distanza da un checkpoint.
Il film è prodotto da Philistine Films, casa di produzione palestinese fondata da Annemarie Jacir.

## Distribuzione
Il film è stato presentato a febbraio 2020 in anteprima mondiale al Festival international du court métrage de Clermont-Ferrand, dove ha vinto il premio del pubblico come miglior film. Nel circuito dei festival internazionali, ha conquistato numerosi premi del pubblico e di giuria. Alcune edizioni si sono svolte online o posticipate a causa della pandemia di COVID-19.
Con la vittoria al Cleveland International Film Festival e al Flickerfest International Short Film Festival il film si è qualificato due volte per una candidatura agli Oscar 2021. Il 15 marzo 2021, il film viene candidato  all'Oscar per il miglior cortometraggio. Il film si è inoltre qualificato per il Premio BAFTA con la vittoria al London Film Week e ha ricevuto la candidatura il 9 marzo 2021. Il 10 aprile ha conquistato il premio BAFTA 2021 nella categoria miglior cortometraggio.
Il film ha debuttato in Italia in concorso al Concorto Film Festival. Ha vinto premi di giuria al Sedicicorto International Film Festival, al Sulmona International Film Festival, ed è stato proiettato online al Festival del Cortometraggio Mediterraneo Passaggi d'Autore.
Il 18 marzo 2021 è uscito a livello globale sulla piattaforma di streaming Netflix.

## Riconoscimenti
- 2021: Premi Oscar
  - Candidatura per il miglior cortometraggio
- 2021: Premi BAFTA
  - Miglior cortometraggio
- 2020: Festival international du court métrage de Clermont-Ferrand
  - Premio del pubblico come miglior film
- 2020: Cleveland International Film Festival
  - Premio del pubblico come miglior film
- 2020: Brooklyn Film Festival
  - Premio del pubblico come miglior cortometraggio narrativo[16]
- 2020: Palm Springs International Shortfest
  - Premio di guria Bridging the Borders[17]
- 2020: Heartland Indy Shorts Film Festival (Indiana) 
  - Premio del pubblico come miglior cortometraggio narrativo[18]
- 2020: Cordillera International Film Festival (Nevada) 
  - Gran premio di giuria come miglior cortometraggio[19]
- 2020: DC Shorts International Film Festival
  - Miglior cortometraggio narrativo internazionale[20]
- 2020:  Festival Internacional de Curtametraxes de Bueu (Spagna) 
  - Premio del pubblico come miglior cortometraggio[21]
- 2020: Short Shorts Film Festival & Asia (Giappone) 
  - Premio del pubblico come miglior cortometraggio[22]
- 2020: Sedicicorto International Film Festival
  - Miglior cortometraggio straniero[13]
- 2020: Santa Fe Independent Film Festival 
  - Miglior cortometraggio[23]
- 2020: International Short Film Festival Signes de Nuit (Francia) 
  - Premio di giuria Signs Award[24]
- 2020: Boston Palestine Film Festival
  - Premio del pubblico come miglior cortometraggio narrativo[25]
- 2020: Manhattan Short Film Festival – Oro al miglior film; miglior attore a Saleh Bakri[26]
- 2020: Sulmona International Film Festival
  - Miglior attore a Saleh Bakri
- 2020: Aesthetica Short Film Festival (Regno Unito) 
  - Miglior film drammatico[27]
- 2020: Ajyal Film Festival (Qatar) 
  - Premio Hilal al miglior cortometraggio narrativo
- 2020: Curta Cinema Rio de Janeiro International Short Film Festival 
  - Miglior regia
- 2020: London Film Week
  - Miglior cortometraggio
- 2020: Arab Film Fest Collab (Stati Uniti d'America) 
  - Premio del pubblico come miglior cortometraggio
- 2021: Dublin Arabic Film Festival 
  - Premio Jim Sheridan al miglior cortometraggio[28]
- 2021: Flickerfest International Short Film Festival (Australia) 
  - Miglior cortometraggio straniero[29]
- 2021: Miami International Film Festival
  - Miglior cortometraggio straniero
- 2021: Beirut International Women Film Festival 
  - Miglior cortometraggio narrativo straniero[30]